# Inval van de Veluwe (1629)
De Inval van de Veluwe, van 21 juli tot eind augustus 1629, was een afleidingsmanoeuvre, tijdens de Tachtigjarige Oorlog in een samenwerking tussen Spaanse en keizerlijke legers, in een poging het Beleg van 's-Hertogenbosch door de Republiek der Zeven Verenigde Nederlanden te breken. De inval vond plaats onder leiding van Hendrik van den Bergh en Ernesto Montecuccoli. De inval had niet het gewenste effect. Weliswaar kon Amersfoort ingenomen worden, maar het Beleg van 's-Hertogenbosch werd niet opgegeven. Uiteindelijk moesten de Spaanse en keizerlijke legers Amersfoort en de Veluwe verlaten na de Staatse Inname van Wesel.

## Voorgeschiedenis

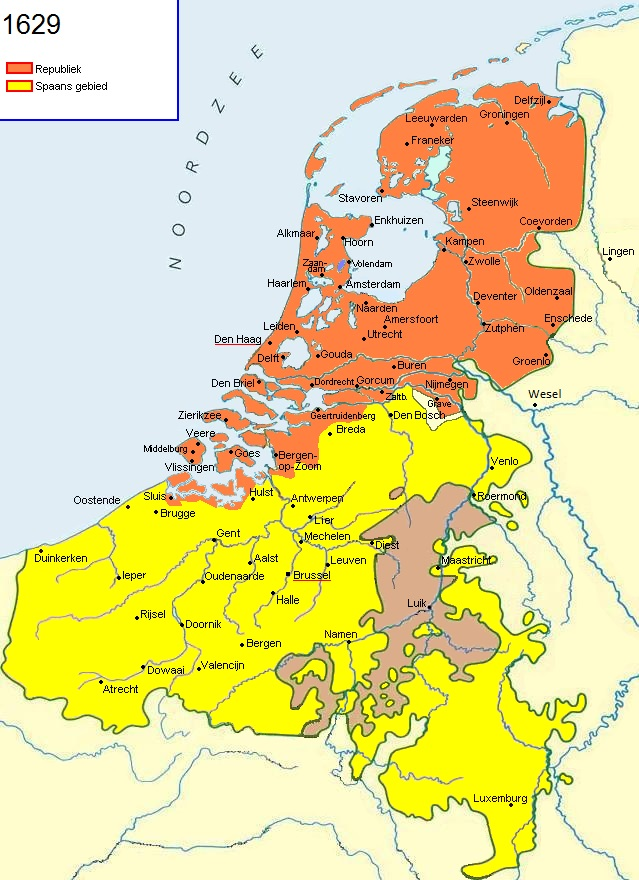
De Nederlanden in 1629 op de vooravond van het Beleg van 's-Hertogenbosch.

De Tachtigjarige Oorlog woedde in de Nederlanden sinds 1568 met van 1609 tot 1621 een onderbreking: het Twaalfjarig Bestand. De jaren na de onderbreking behaalde Spanje een aantal grote successen op de Republiek. Echter, vanaf 1628 keerde het tij. De Republiek kreeg meer financiële ruimte, onder meer door het kapen van de Spaanse Zilvervloot. Spanje zag juist het aantal problemen toenemen. Dit gaf de Republiek de kans om in 1629 iets groots te ondernemen. Het werd het belegeren van de sterke vestingstad 's-Hertogenbosch.
Op 30 april begon de belegering van 's-Hertogenbosch onder leiding van Frederik Hendrik van Oranje. De stad was in enkele weken omsingeld en ingesloten. Pas eind juni naderde voor het eerst een Spaans leger onder leiding van Hendrik van den Bergh de stad. Het deed een aantal pogingen om de stad te ontzetten maar die liepen op niets uit. De belegeraars hadden immers genoeg tijd gehad om zich goed in te graven en door infiltranten waren zij iedere keer op de hoogte van de plannen van Van den Bergh.

## Aanloop
Doordat pogingen om de stad te bereiken iedere keer mislukten besloot Hendrik van den Bergh op 9 juli de belegerde stad te verlaten. In plaats daarvan werd een grote afleidingsmanoeuvre opgezet in de vorm van een grote invasie op het kwartier van Veluwe. Het idee was dat een inval in het hart van de Republiek paniek moest veroorzaken onder de bevolking waardoor de Republiek genoodzaakt zou zijn het beleg af te breken.
De Spaanse koning Filips IV riep de hulp in van de bondgenoot de Duitse keizer Keizer Ferdinand II. Deze stelde een leger van 18.000 à 20.000 man ter beschikking die onder leiding stond van Ernesto Montecuccoli. Door de Vrede van Lübeck met Denemarken had Ferdinand II de handen vrij Spanje te helpen. Om niet de neutraliteit te verliezen werd het leger gezien als Spaans en werd het ook door Spanje betaald.
Voor de Republiek werd eind juni duidelijk dat een militaire actie voorbereid werd aan de oostgrens. Allerlei signalen wezen daarop. Keizerlijke regimenten kwamen aan in het Rijnland, bakkers in Wesel en Rijnberk kregen de opdracht brood voor het Spaans-keizerlijke leger te bakken en er werden grote partijen voedsel ingekocht. De oostgrens van de Republiek en de IJssel waren slecht verdedigd. Doordat hulpmiddelen besteed werden aan het beleg van Den Bosch hadden steden lage voorraden en bezettingen.

## Inval

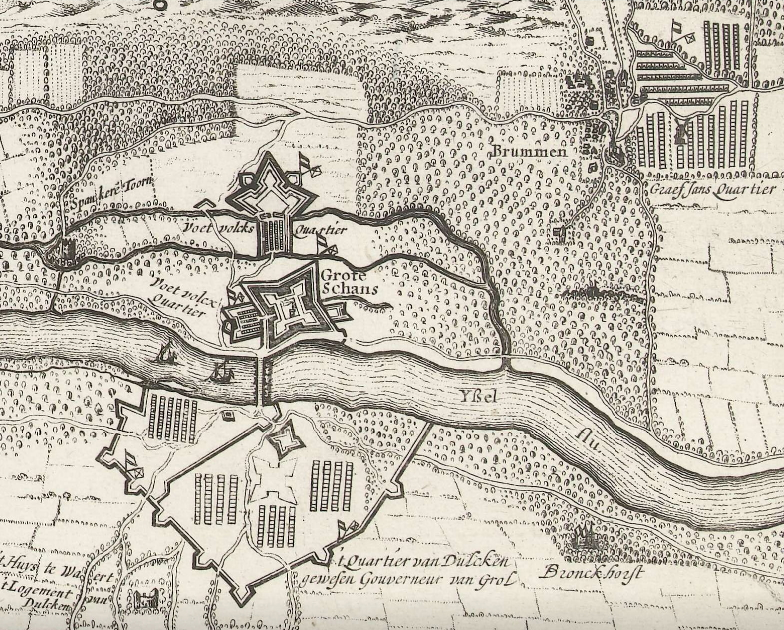
Brummense schans door Nicolaes van Geelkercken in 1629. Hier bevond zich het bruggenhoofd van het Spaans-keizerlijke leger en bevond zich de brug over de IJssel.

Nadat Hendrik van den Bergh 's-Hertogenbosch had verlaten streek hij met zijn leger neer in Boxtel. Op 17 juli werd het leger verdeeld en vertrok Van den Bergh met de ruiterij en 8 à 9000 man richting het land van Cuijk. Frederik Hendrik liet daarop snel Grave en Ravenstein versterken. Bij Mook en Boxmeer staken ze op 21 juli met schipbruggen de Maas over. Een dag later was Van Den Bergh met zijn leger aangekomen bij Groesbeek. Verwacht werd door de Staatse leiding dat het Spaanse en keizerlijke leger gezamenlijk zouden optreden. Dit was een misvatting. De prins van Oranje stuurde graaf Herman Otto I van Limburg Stirum met een kleine strijdmacht richting Arnhem, waar hij bleef hangen bij Dodewaard, wachtend op verdere berichten. Ondertussen was er een kleine Spaanse voorhoede onder leiding van Lucas Caïro, de gouverneur van Lingen en Matthijs van Dulcken, voormalig gouverneur van Groenlo, vooruit gestuurd dat bij Westervoort de IJssel overstak waar het zich verschanste. Hier was niet op gerekend. Limburg Stirum ging in de aanval, en hoewel in de meerderheid leed hij een verpletterende nederlaag.
27 juli kwam Hendrik van den Bergh met het Spaans-keizerlijk leger aan bij Westervoort, maar vertrok na een paar dagen noordwaarts. Het bezette op 31 juli Dieren en sloeg even ten zuiden van Zutphen, bij Brummen een brug over de IJssel. Met deze brug was de bevoorrading makkelijker. Hier nam Hendrik van den Bergh een week de tijd om het bruggenhoofd aan beide zijde van de IJssel te versterken. Ook wachtte hij op de aankomst van een konvooi met proviand. Dit eerste konvooi zou in de tweede week van augustus vanuit Wesel aankomen. Tot die tijd werd er weinig ondernomen. De trage opmars gaf de Republiek de tijd om razendsnel extra manschappen aan te nemen om omliggende steden te versterken. Veldmaarschalk Ernst Casimir van Nassau-Dietz werd vanuit Den Bosch naar Arnhem gestuurd om het bruggenhoofd te bedreigen. Hierdoor was Van den Bergh genoodzaakt hier een groot deel van het leger te behouden en was een kleiner deel beschikbaar voor een opmars.
Frederik Hendrik besloot met het grootste deel van zijn leger rond Den Bosch te blijven in plaats van de indringers te verjagen. Daarvoor had het beleg al te veel gekost. Ook was hij van mening dat de indringers weinig schade konden aanbrengen op de Veluwe. De indringers hadden het zichzelf moeilijk gemaakt door zich op de Veluwe te bevinden. Het was een arm gebied met een aantal dorpen dat nooit het Spaans-keizerlijke leger kon voorzien van voldoende voedsel. Het voedsel moest daarom van grote afstand per wagen komen en dat was risicovol.

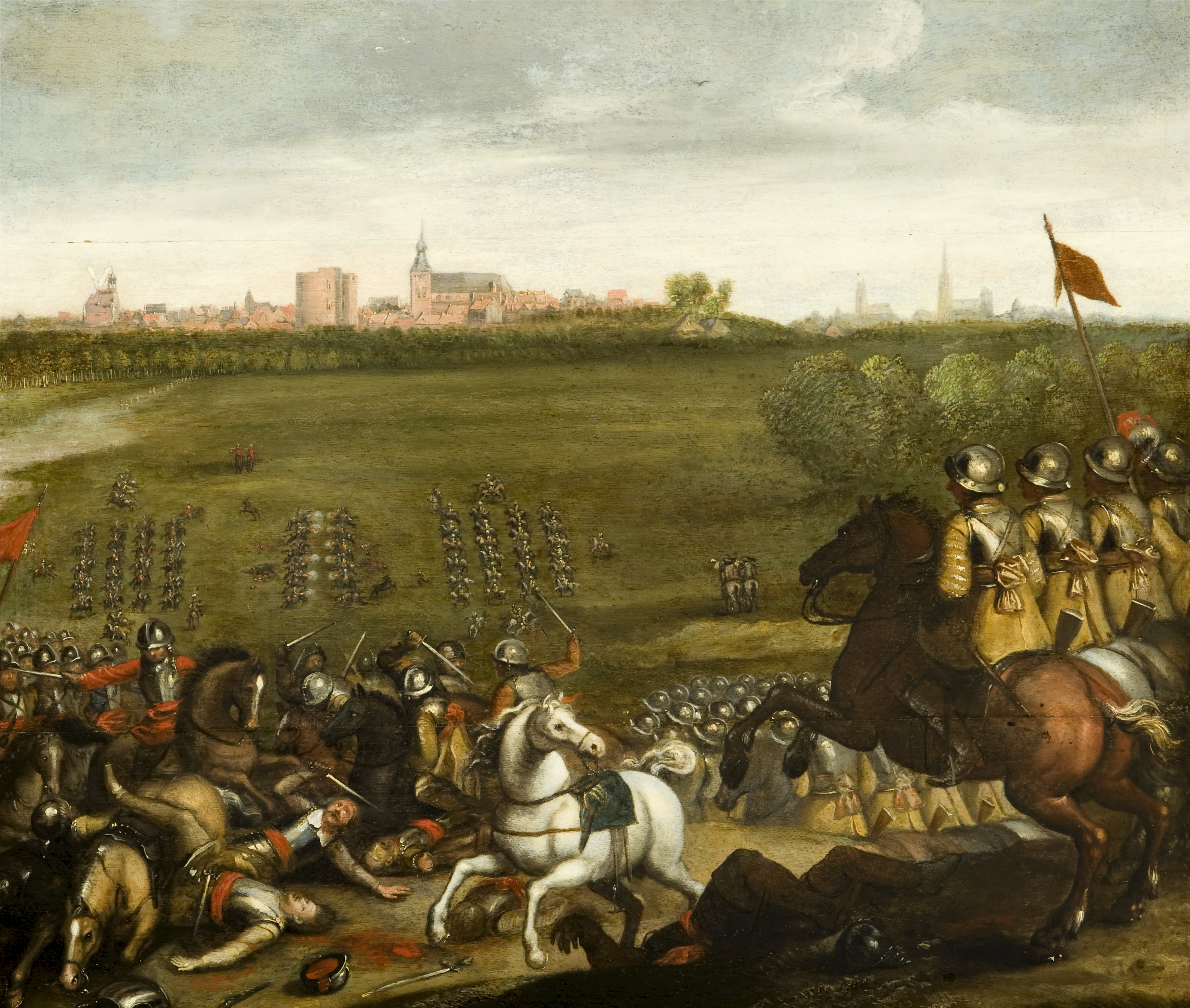
De aanval op Hattem door de graaf van Salazar, Peter Snayers, 1629-1666

Op 10 augustus had Montecuccoli zich met een keizerlijk leger van 14.000 man bij het leger van Hendrik van den Bergh gevoegd. Het plan was dat Montecuccoli de Zuiderzee zou bereiken via de steden Amersfoort en Harderwijk. Hiermee zou Naarden en Utrecht bedreigd worden. De graaf van Salazar zou met een leger Hattem aanvallen. Met Hattem in bezit zou de weg naar Friesland openliggen. Van den Bergh zou het bruggenhoofd over de IJssel beveiligen. Vijf dagen later kwam Jan VIII van Nassau-Siegen bij Brummen aan met 8 à 10.000 man versterking.
Montecuccoli trok plunderend via Ede, Lunteren en Barneveld naar Amersfoort. De graaf van Salazar vertrok met 6000 man naar Hattem. Beide legers hadden niet genoeg geschut om een beleg te kunnen voeren, maar Van den Bergh hoopte dat door de dreiging de kleine steden zich toch zouden overgeven.
Op 13 augustus werd Hattem omsingeld en de overgave geëist. Toen daar geen gehoord aan werd gegeven werden een aantal aanvallen uitgevoerd, maar ook die liepen op niets uit. Uiteindelijk vertrok het Spaanse leger om Oldebroek te plunderen en Elburg te bedreigen. Daarna kwam het nog eenmaal terug voor een aanval op de stad maar ook dit keer was het niet succesvol. Ook Harderwijk werd opgeëist maar ook die bleef in Staatse handen. Het leger van de graaf van Salazar was niet in staat een vuist te maken.

### Inname van Amersfoort en Huis ter Eem
Op 12 augustus verschenen er keizerlijke ruiters rondom Amersfoort, maar het was 13 augustus toen Montecuccoli de stad opeiste in de naam van de Infanta en Van den Bergh. Het stadsbestuur wilde hier nog niks van weten. Een dag later op 14 augustus werd de stad alsnog zonder slag of stoot overgegeven. Verzet werd nutteloos geacht vanwege het gebrek aan bijna alles: munitie, geschut en manschappen. Ook was de stad niet bestand tegen een stormaanval doordat de wallen in het zuidwesten deels verstuift waren. Diezelfde dag werd de overgave getekend en stond de stad weer onder Spaans gezag. Kort na Amersfoort werd ook Huis Ter Eem ingenomen, dat de vaarweg, de Eem, naar de Zuiderzee bewaakte. Als reactie blokkeerde de Admiraliteit van Amsterdam de Eem en raakte Amersfoort verder geïsoleerd.
De inname van Amersfoort veroorzaakte een schokgolf in de Republiek. Vluchtelingen trokken naar Holland en de Betuwe. De situatie was ernstig en er werd veel druk op Frederik Hendrik uitgeoefend om het beleg af te breken. Om de opmars verder te stuiten werden inundaties uitgevoerd op meerdere plekken zoals Muiden, Weesp, ten oosten van de Vecht, in de Betuwe en de Bommelerwaard.
In Amersfoort werd de eerste mis gehouden en een nieuwe magistraat bestaande uit katholieken ingesteld. Er werd een grote som geld ingezameld door de burgers en aan de nieuwe bezetting betaald om te voorkomen dat Amersfoort zou worden geplunderd.

## Nasleep
Op 19 augustus kreeg Montecuccoli het nieuws van de inname van Wesel door de Staatse troepen. Daarmee was het Spaanse leger van een belangrijke toevoerroute afgesneden. Het leger van Montecuccoli werd door Jan van Nassau teruggeroepen naar het bruggenhoofd, met achterlating van een garnizoen in Amersfoort. Op 24 augustus werd ook het garnizoen teruggeroepen, omdat het vanuit het bruggenhoofd onvoldoende gesteund kon worden bij een belegering en er voedselschaarste heerste. Ondanks de afkoopsom werd de stad geplunderd wat een schade van 70.000 gulden opleverde. De Raad van State was zeer ontstemd over de snelle overgave en liet daarna verschillende burgers in hechtenis nemen, waaronder burgemeester Willem van Dam. Deze werd in beschuldiging gesteld van verraad en zou verbannen moeten worden uit de Republiek. Na een langdurige gevangenschap en rechtsgang werden alle beschuldigden echter volledig gerehabiliteerd.
Het Spaans-keizerlijke leger verliet de Veluwe, op een kleine groep na die achterbleef om het bruggenhoofd te verdedigen. Een echte bedreiging vormde ze niet en in oktober verlieten ook de laatste soldaten de Veluwe. 's-Hertogenbosch werd op 14 september ingenomen door Frederik Hendrik van Oranje.